# Juan de Bermúdez

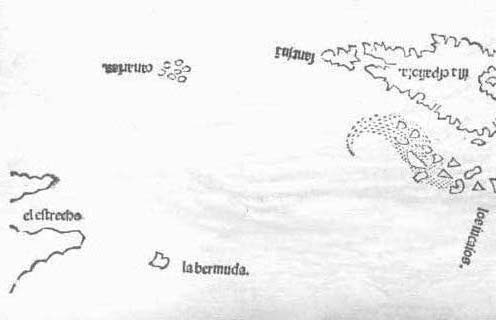
Ausschnitt der Karte mit der ersten Nennung der Insel „la bermuda“ (1511)

Juan de Bermúdez (* um 1450 in Palos de la Frontera, Spanien; † um 1520  in Spanien) war ein spanischer Seefahrer.

## Leben
Juan de Bermúdez stammte aus einer Seefahrerfamilie und fuhr schon früh auf Schiffen mit. 1492 gehörte er zur Mannschaft von Christoph Kolumbus auf dessen erster Fahrt nach Amerika. Juan de Bermúdez fuhr auf der Pinta mit, während sein zwölfjähriger Bruder Diego zur Besatzung der Santa Maria gehörte. Auch auf der zweiten Fahrt von Kolumbus 1493 war Juan de Bermúdez dabei. Danach sind von ihm zwischen 1495 und 1519 insgesamt elf weitere Fahrten in die Neue Welt dokumentiert. Von keinem Seefahrer bis in das 17. Jahrhundert sind mehr Überquerungen des Atlantiks bekannt.
Anfang des 16. Jahrhunderts (je nach Quelle 1503 oder 1505) entdeckte Bermúdez auf seiner Rückfahrt von Hispaniola nach Spanien die später nach ihm benannten Bermudainseln. Wahrscheinlich hatte ein Sturm ihn vom üblichen Kurs abgebracht. Wegen der Korallenriffe, die die Insel umgeben, ging er aber nicht an Land. Auch die Schreie der Bermudasturmvögel, die von den Seeleuten für Schreie von Teufeln gehalten wurden, hielten sie ab, die Insel zu betreten. Die Spanier nannten Bermuda daher auch „Insel der Teufel“.
In frühen Berichten wird Bermuda auch als Garza bezeichnet, nach der La Garza, dem Schiff von Bermúdez. 1511 benannte Pedro Mártir de Anglería auf seiner Karte im Legatio Babylonica erstmals die Insel nach dem spanischen Seefahrer. 1515 besuchte Bermúdez die Inseln noch ein zweites Mal und erkundete sie zusammen mit Gonzalo Fernández de Oviedo. Sie ließen ein paar Schweine zurück, die späteren Schiffbrüchigen als Nahrung dienen konnten.
Auch der Bruder Diego wurde Kapitän. Er kommandierte die Karavelle Santiago, die für Hernán Cortés Gold aus Mexiko nach Spanien brachte.
Um 1520 starb Juan de Bermúdez in seiner Heimat Spanien.